# 東湖大橋
東湖大橋（韩语：／ Dongho Daegyo）是一条横跨汉江的公路铁路两用桥，位于韓國首爾特別市。桥梁两端连接城东区和江南区，于1985年2月2日通车。大桥全长1200米，高15米；除了各种车辆以外，首爾地鐵3號線在玉水站和狎鷗亭站之间的鐵路也通過此橋。